# Wereldbeker schansspringen 2005/2006
De wereldbeker schansspringen (officieel: E.ON Ruhrgas FIS World Cup Ski-Jumping presented by Viessmann) voor het seizoen 2005/2006 begon op 26 november 2005 in het Finse Kuusamo en eindigde op 19 maart 2006 op de skivliegschans van het Sloveense Planica. De opening had een dag eerder moeten plaatsvinden, maar de weersomstandigheden maakten dat onmogelijk. Daardoor werden op 26 november twee wedstrijden gehouden.
Eindwinnaar werd de Tsjech Jakub Janda, die de winnaar van de vorige twee edities, de Fin Janne Ahonen, voor bleef. Derde werd de Zwitser Andreas Küttel. Janda won vijf wereldbekerwedstrijden; Küttel drie. Oostenrijk won de landenbeker.

## Uitslagen en standen

### Kalender
| Datum                                                                                       | Plaats                        | Wedstrijd                     | Opmerking                     | Eerste                                                                     | Tweede                                                                      | Derde                                                                     |
| ------------------------------------------------------------------------------------------- | ----------------------------- | ----------------------------- | ----------------------------- | -------------------------------------------------------------------------- | --------------------------------------------------------------------------- | ------------------------------------------------------------------------- |
| 26.11.2005                                                                                  | Kuusamo                       | HS142                         |                               | Jakub Janda                                                                | Janne Ahonen                                                                | Robert Kranjec                                                            |
| 26.11.2005                                                                                  | Kuusamo                       | HS142                         | avond                         | Robert Kranjec                                                             | Janne Ahonen                                                                | Michael Uhrmann                                                           |
| 03.12.2005                                                                                  | Lillehammer                   | HS138                         | avond                         | Andreas Küttel                                                             | Jakub Janda                                                                 | Lars Bystøl                                                               |
| 04.12.2005                                                                                  | Lillehammer                   | HS138                         |                               | Jakub Janda                                                                | Lars Bystøl                                                                 | Andreas Küttel                                                            |
| 10.12.2005                                                                                  | Harrachov                     | HS142                         |                               | Andreas Küttel                                                             | Michael Uhrmann                                                             | Janne Ahonen                                                              |
| 11.12.2005                                                                                  | Harrachov                     | HS142                         |                               | Jakub Janda                                                                | Janne Ahonen                                                                | Andreas Küttel                                                            |
| 17.12.2005                                                                                  | Engelberg                     | HS137                         |                               | geannuleerd                                                                | geannuleerd                                                                 | geannuleerd                                                               |
| 18.12.2005                                                                                  | Engelberg                     | HS137                         |                               | Jakub Janda                                                                | Michael Uhrmann                                                             | Andreas Kofler                                                            |
| Vierschansentoernooi 2006                                                                   |                               |                               |                               |                                                                            |                                                                             |                                                                           |
| 29.12.2005                                                                                  | Oberstdorf                    | HS137                         | avond                         | Janne Ahonen                                                               | Roar Ljøkelsøy                                                              | Jakub Janda                                                               |
| 01.01.2006                                                                                  | Garmisch-Partenkirchen        | HS125                         |                               | Jakub Janda                                                                | Janne Ahonen                                                                | Matti Hautamäki                                                           |
| 04.01.2006                                                                                  | Innsbruck                     | HS130                         |                               | Lars Bystøl                                                                | Jakub Janda                                                                 | Bjørn Einar Romøren                                                       |
| 06.01.2006                                                                                  | Bischofshofen                 | HS140                         | avond                         | Janne Ahonen                                                               | Jakub Janda                                                                 | Roar Ljøkelsøy                                                            |
| Uitslag vierschansentoernooi:                                                               | Uitslag vierschansentoernooi: | Uitslag vierschansentoernooi: | Uitslag vierschansentoernooi: | Jakub Janda Janne Ahonen                                                   |                                                                             | Roar Ljøkelsøy                                                            |
| 13 tot en met januari 2006: Wereldkampioenschap skivliegen 2006 in Bad Mitterndorf/Tauplitz |                               |                               |                               |                                                                            |                                                                             |                                                                           |
| 21.01.2006                                                                                  | Sapporo                       | HS134                         | avond                         | Bjørn Einar Romøren                                                        | Roar Ljøkelsøy                                                              | Takanobu Okabe                                                            |
| 22.01.2006                                                                                  | Sapporo                       | HS134                         |                               | Roar Ljøkelsøy                                                             | Daiki Ito                                                                   | Takanobu Okabe                                                            |
| 28.01.2006                                                                                  | Zakopane                      | HS134                         | avond                         | Matti Hautamäki                                                            | Tami Kiuru                                                                  | Janne Ahonen                                                              |
| 29.01.2006                                                                                  | Zakopane                      | HS134                         |                               | Matti Hautamäki                                                            | Janne Ahonen                                                                | Thomas Morgenstern                                                        |
| 04.02.2006                                                                                  | Willingen                     | HS145                         |                               | Andreas Kofler                                                             | Thomas Morgenstern                                                          | Andreas Küttel                                                            |
| 05.02.2006                                                                                  | Willingen                     | HS145                         | team                          | Finland Matti Hautamäki Janne Ahonen Tami Kiuru Janne Happonen             | Oostenrijk Andreas Kofler Thomas Morgenstern Martin Koch Andreas Widhölzl   | Noorwegen Lars Bystøl Roar Ljøkelsøy Bjørn Einar Romøren Sigurd Pettersen |
| 10 tot en met 26 februari 2006: Olympische Winterspelen 2006 in Turijn/Pragelato            |                               |                               |                               |                                                                            |                                                                             |                                                                           |
| 04.03.2006                                                                                  | Lahti                         | HS116                         | team avond                    | Oostenrijk Andreas Widhölzl Andreas Kofler Thomas Morgenstern, Martin Koch | Noorwegen Roar Ljøkelsøy Lars Bystøl Tommy Ingebrigtsen Bjørn Einar Romøren | Finland Janne Happonen Risto Jussilainen Janne Ahonen Matti Hautamäki     |
| Nordic Tournament 2006:                                                                     |                               |                               |                               |                                                                            |                                                                             |                                                                           |
| 05.03.2006                                                                                  | Lahti                         | HS130                         |                               | Janne Happonen                                                             | Jakub Janda                                                                 | Michael Uhrmann                                                           |
| 07.03.2006                                                                                  | Kuopio                        | HS127                         | avond                         | Andreas Küttel                                                             | Thomas Morgenstern                                                          | Adam Małysz                                                               |
| 10.03.2006                                                                                  | Lillehammer                   | HS138                         | avond                         | Thomas Morgenstern                                                         | Bjørn Einar Romøren                                                         | Andreas Kofler                                                            |
| 12.03.2006                                                                                  | Oslo                          | HS128                         |                               | Adam Małysz                                                                | Thomas Morgenstern                                                          | Andreas Kofler                                                            |
| Nordic Toernooi - Eindstand:                                                                | Nordic Toernooi - Eindstand:  | Nordic Toernooi - Eindstand:  | Nordic Toernooi - Eindstand:  | Thomas Morgenstern                                                         | Andreas Küttel                                                              | Janne Ahonen                                                              |
| 18.03.2006                                                                                  | Planica                       | HS215                         | skivliegen                    | Bjørn Einar Romøren                                                        | Roar Ljøkelsøy                                                              | Martin Koch                                                               |
| 19.03.2006                                                                                  | Planica                       | HS215                         | skivliegen                    | Janne Happonen                                                             | Martin Koch                                                                 | Robert Kranjec                                                            |

### Eindstanden
| Wereldbeker algemeen | Wereldbeker algemeen | Wereldbeker algemeen | Wereldbeker algemeen |
| Plaats               | Naam                 | Land                 | Punten               |
| -------------------- | -------------------- | -------------------- | -------------------- |
| 1                    | Jakub Janda          | Tsjechië             | 1151                 |
| 2                    | Janne Ahonen         | Finland              | 1024                 |
| 3                    | Andreas Küttel       | Zwitserland          | 980                  |
| 4                    | Roar Ljøkelsøy       | Noorwegen            | 875                  |
| 5                    | Thomas Morgenstern   | Oostenrijk           | 846                  |
| 6                    | Bjørn Einar Romøren  | Noorwegen            | 757                  |
| 7                    | Andreas Kofler       | Oostenrijk           | 699                  |
| 8                    | Michael Uhrmann      | Duitsland            | 681                  |
| 9                    | Adam Małysz          | Polen                | 634                  |
| 10                   | Andreas Widhölzl     | Oostenrijk           | 594                  |

| Landenklassement | Landenklassement | Landenklassement |
| Plaats           | Land             | Punten           |
| ---------------- | ---------------- | ---------------- |
| 1                | Oostenrijk       | 3611             |
| 2                | Noorwegen        | 3525             |
| 3                | Finland          | 3456             |
| 4                | Duitsland        | 1869             |
| 5                | Zwitserland      | 1675             |